# 希普卡

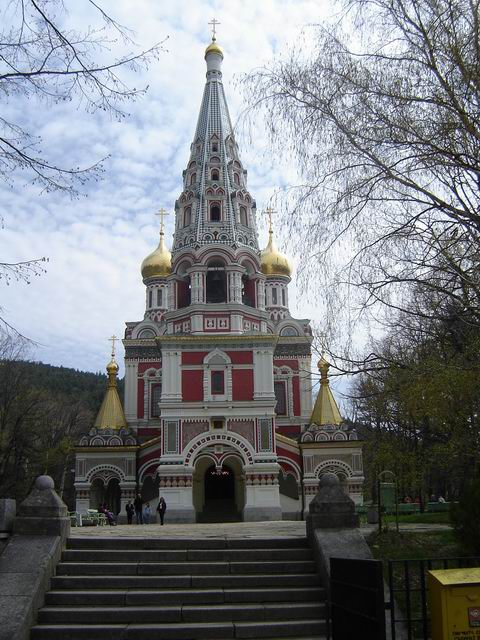

希普卡是保加利亞的城鎮，位於該國中部，距離卡贊勒克12公里，由舊扎戈拉州負責管轄，面積37.98平方公里，海拔高度570米，2005年人口1,398，居民主要信奉東正教。

## 外部連結
- Shipka – The Pass, Monument, Village and Monastery